# Bateria de Santo Antônio
A Bateria de Santo Antônio localizava-se à beira-rio, na cidade de Belém, no estado do Pará, no Brasil.

## História
A construção desta bateria foi determinada pelo Governador e Capitão-general da Capitania do Pará, Francisco de Sousa Coutinho, a partir de 1763 para a proteção do porto, coadjuvando a defesa do Forte de São Pedro Nolasco e do Reduto de São José, com os quais cooperava (GARRIDO, 1940:32). SOUZA (1885) remonta-a a 1793, com traçado à Montalembert, em voga, à época (op. cit., p. 35). BARRETTO (1958), a seu turno, remonta-a a 1791, tendo sido artilhada em 1793 (op. cit., p. 69-70). OLIVEIRA (1968) completa que esta primitiva estrutura foi erguida em faxina (op. cit., p. 747).
Por volta de 1791 o então governador, Francisco de Sousa Coutinho, alarmado com as notícias de guerra na Europa, e em consequência de um ataque francês, fez reconstruir esta bateria em alvenaria de pedra e cal. A nova estrutura apresentava planta no formato retangular, com muros largos, e estava artilhada com com cinco peças de grosso calibre, e outras menores (GARRIDO, 1940:32).
No governo de José Narciso de Magalhães de Meneses, a partir de 1807 foi ligada ao Reduto de São José por um semi-baluarte e uma muralha em ângulo reentrante (GARRIDO, 1940:32).
À época do Período Regencial, a estrutura se encontrava arruinada (1832), sendo posteriormente demolida para o alargamento e alinhamento de uma rua da praia (BARRETTO, 1958:70). Neste mesmo período, entretanto, BAENA refere as ruínas da bateria como "muito notáveis". (OLIVEIRA, 1968:747)
OLIVEIRA (1968) esclarece que, naquele ano, estando em ruínas tanto a Bateria quanto o Reduto, a Câmara Municipal de Belém solicitou ao então Presidente da Província, José Joaquim Machado de Oliveira, permissão para desmanchar aquelas obras, para permitir o prolongamento das Travessas da Estrela e da Piedade até ao rio, com a construção de uma praça para facilitar os desembarques. Os trabalhos de demolição, entretanto, só se efetuaram alguns anos mais tarde (op. cit., p. 747).